# Aluminatni cement
Aluminatni cement (La Farge, taljeni, boksitni) je cement koji se dobiva pečenjem vapnenca i boksita na temperaturi 1500-1600 stupnjeva Celzijusa. Ime Lafarge nosi po tvornici La Farge u Francuskoj gdje je 1913. prvi puta proizveden.
Po mineraloškom sastavu znatno se razlikuje od portland cementa a tipični kemijski sastav sirovine mu je:
- Al2O3 --- 40-45 %
- CaO --- 35-40 %
- SiO2 --- 4-10 %
- Fe2O3 --- 5-15 %

Aluminatni cement je tamnije boje u odnosu na portland cement i veže sporije nego isti, ali nekoliko sati nakon završetka vezanja (cca 24 sata) postiže visoke čvrstoće (od. kao portland cement nakon 28 dana).
Prilikom hidratacije razvije mnogo topline što je prednost pri radu na niskim temperaturama a u isto vrijeme i mana pri radu na visokim temperaturama. Visoka temperatura (iznad 25-30 stupnjeva celzijusa) ometa normalno vezanje, a na toj temperaturi se stvaraju kristali koji imaju štetne utjecaje na konačnu čvrstoću.
Zbog složenih kemijskih i kristalnih procesa čvrstoća aluminatnog cementa s vremenom opada (čak i do polovice svoje prvobitne vrijednosti), pa se smije koristiti vrlo oprezno. Boja pri raspadanju se mijenja od tamno sive na blijedo sivu ili žućkasto smeđu.
Pri dodiru s portland cementom starijim od tri mjeseca gubi moć vezanja, a zbog istog razloga sav alat koji se koristi za upotrebu aluminatnog cementa ne smije biti onečišćen portland cementom.
Aluminatni cement se ne smije miješati s drugim cementima (ni s vapnom) jer mu se skaraćuje vrijeme vezivanja i konačna čvrstoća. Pri miješanju dva dijela aluminatnog cementa i jednog dijela portland cementa mješavina veže za manje od jedne minute nakon dodavanja vode.
Prvi put je aluminatni cement upotrebljen u većim količinama u prvom svjetskom ratu pri izgradnji Maginot linije u Francuskoj, a danas se upotrebljava:
- kao vatrostalno vezivo pri izradi vatrostalnih obloga peći i dimnjaka gdje temperatura ne prelazi 1300 stupnjeva celzijusa.
- za betonske radove gdje je potrebno brzo postići visoke čvrstoće (sanacije iznenadnih oštećenja, zatvaranje prodora vode u rudnicima...)
- za radove u moru, stajama, kanalima za otpadne vode....

U Hrvatskoj se aluminatni cement proizvodi cementara u Puli.